# Jassen Cullimore
Jassen A. Cullimore (* 4. prosince 1972 v Simcoe, Ontario) je bývalý kanadský hokejový obránce a trenér.

## Hráčská kariéra
Svou juniorskou kariéru započal v ‎‎týmu Peterborough Petes‎‎, za který hrál v letech 1988 až 1992 v ‎‎Ontario Hockey League‎‎. Během toho byl draftován ve druhém kole, celkově na 29. místě, ‎‎týmem Vancouver Canucks‎‎ v roce 1991‎‎. Poté, co se posunul dále k profesionalní kariéře, v letech 1992 až 1994 hrál výhradně pro ‎‎vancouverský farmářský tým‎‎ ‎‎Hamilton Canucks‎‎ v ‎‎American Hockey League‎. Ve zkráceném ročníku 1994/95 se dočkal premiéry v ‎‎National Hockey League‎‎, 17. února 1995 nastoupil za Canucks proti nováčkovi Mighty Ducks of Anaheim‎‎, ve kterém si připsal první bod, spolu s Pavlem Burem asistovali střelci Gregu Adamsovi. Ve svém 22. zápase vstřelil svou první branku v NHL, 8. dubna 1995 proti Calgary Flames propálil ve třetí třetině kanadského brankáře Trevor Kidd, na jeho brance se podíleli asistencí sourozenci Russ Courtnall a Geoff Courtnall.
13. listopadu 1996 byl Cullimore vyměněn do ‎‎Montrealu Canadiens‎‎ za ‎‎amerického útočníka a bitkaře Donalda Brasheara. V Canadiens dlouho nepůsobil, za necelý čtrnáct měsíců odehrál celkem 52 zápasů a pět zápasů na jejich farmě ve Fredericton Canadiens. 22. ledna 1998 ‎‎Tampa Bay Lightning‎‎ podepsali smlouvu s Cullimore, kterého se Montreal musel vzdát kvůli překročení ‎‎platového stropu‎‎. ‎‎S Tampou Bay vyhrál ‎‎Stanley Cup‎‎ v roce 2004. Během ‎‎výluky‎‎ v následující sezóně nikde nehrál.‎‎ Před výlukou v NHL, podepsal 22. července 2004 smlouvu s týmem ‎‎Chicago Blackhawks jako volný hráč. V červnu 2007 se Cullimore vrátil do svého bývalého klubu Montreal Canadiens výměnou za Sergeje Samsonova a Tonyho Salmelainena. V říjnu téhož roku byl znovu vyměněn do Floridy Panthers‎‎ - aniž by odehrál zápas za Canadiens. Dvě sezony pravidelně nastupoval základní sestavě Panthers, ale po ‎‎sezóně 2008/09‎‎ mu vedení neprodloužilo smlouvu. ‎
‎V říjnu 2009 podepsal smlouvu s ‎‎Rockford IceHogs‎‎ v AHL. Jeho dobré výkony vedly k jeho návratu do Chicago Blackhawks, kteří s ním podepsali smlouvu v únoru 2010. Cullimore strávil celou sezónu v Rockfordu, nicméně pro ‎‎sezónu 2010-11‎‎ byl povolán do týmu v Chicagu. Po 36 zápasech NHL byl v lednu 2011 poslán zpět do farmářského týmu. V létě 2011 se rozhodl přestěhovat do Evropy a podepsal roční smlouvu s ‎‎německým klubem Iserlohn Roosters‎‎ z domácí nejvyšší soutěži‎‎. Po sezóně obránce ukončil svou aktivní kariéru ve věku 39 let.‎

## Ocenění a úspěchy
- 1992 OHL - Druhý All-Star Tým

## Prvenství
- Debut v NHL - 17. února 1995 (Mighty Ducks of Anaheim proti Vancouver Canucks)
- První asistence v NHL - 17. února 1995 (Mighty Ducks of Anaheim proti Vancouver Canucks)
- První gól v NHL - 8. dubna 1995 (Calgary Flames proti Vancouver Canucks, kanadskému brankáři Trevor Kidd)

## Klubové statistiky
| Sezóna       | Klub                     | Soutěž       |     | Základní část | Základní část | Základní část | Základní část | Základní část |   | Play off | Play off | Play off | Play off | Play off |
| Sezóna       | Klub                     | Soutěž       | Z   | G             | A             | B             | TM            | Z             | G | A        | B        | TM       |          |          |
| 1986/1987    | Caledonia Corvairs       | OHA-C        | 18  | 2             | 0             | 2             | 9             | —             | — | —        | —        | —        |          |          |
| 1987/1988    | Simcoe Rams              | OHA-C        | 35  | 11            | 14            | 25            | 92            | —             | — | —        | —        | —        |          |          |
| 1988/1989    | Peterborough Roadrunners | OHA-B        | 29  | 11            | 17            | 28            | 88            | —             | — | —        | —        | —        |          |          |
| 1988/1989    | Peterborough Petes       | OHL          | 20  | 2             | 1             | 3             | 6             | 2             | 0 | 0        | 0        | 0        |          |          |
| 1989/1990    | Peterborough Petes       | OHL          | 59  | 2             | 6             | 8             | 61            | 11            | 0 | 2        | 2        | 8        |          |          |
| 1990/1991    | Peterborough Petes       | OHL          | 62  | 8             | 16            | 24            | 74            | 4             | 1 | 0        | 1        | 8        |          |          |
| 1991/1992    | Peterborough Petes       | OHL          | 54  | 9             | 37            | 46            | 65            | 10            | 3 | 6        | 9        | 8        |          |          |
| 1992/1993    | Hamilton Canucks         | AHL          | 56  | 5             | 7             | 12            | 60            | —             | — | —        | —        | —        |          |          |
| 1993/1994    | Hamilton Canucks         | AHL          | 71  | 8             | 20            | 28            | 86            | 3             | 0 | 1        | 1        | 2        |          |          |
| 1994/1995    | Syracuse Crunch          | AHL          | 33  | 2             | 7             | 9             | 66            | —             | — | —        | —        | —        |          |          |
| 1994/1995    | Vancouver Canucks        | NHL          | 34  | 1             | 2             | 3             | 39            | 11            | 0 | 0        | 0        | 12       |          |          |
| 1995/1996    | Vancouver Canucks        | NHL          | 27  | 1             | 1             | 2             | 21            | —             | — | —        | —        | —        |          |          |
| 1996/1997    | Vancouver Canucks        | NHL          | 3   | 0             | 0             | 0             | 2             | —             | — | —        | —        | —        |          |          |
| 1996/1997    | Montreal Canadiens       | NHL          | 49  | 2             | 6             | 8             | 42            | 2             | 0 | 0        | 0        | 2        |          |          |
| 1997/1998    | Fredericton Canadiens    | AHL          | 5   | 1             | 0             | 1             | 8             | —             | — | —        | —        | —        |          |          |
| 1997/1998    | Montreal Canadiens       | NHL          | 3   | 0             | 0             | 0             | 4             | —             | — | —        | —        | —        |          |          |
| 1997/1998    | Tampa Bay Lightning      | NHL          | 25  | 1             | 2             | 3             | 22            | —             | — | —        | —        | —        |          |          |
| 1998/1999    | Tampa Bay Lightning      | NHL          | 78  | 5             | 12            | 17            | 81            | —             | — | —        | —        | —        |          |          |
| 1999/2000    | Tampa Bay Lightning      | NHL          | 46  | 1             | 1             | 2             | 66            | —             | — | —        | —        | —        |          |          |
| 2000/2001    | Tampa Bay Lightning      | NHL          | 74  | 1             | 6             | 7             | 80            | —             | — | —        | —        | —        |          |          |
| 2001/2002    | Tampa Bay Lightning      | NHL          | 78  | 4             | 9             | 13            | 58            | —             | — | —        | —        | —        |          |          |
| 2002/2003    | Tampa Bay Lightning      | NHL          | 28  | 1             | 3             | 4             | 31            | 11            | 1 | 1        | 2        | 4        |          |          |
| 2003/2004    | Tampa Bay Lightning      | NHL          | 79  | 2             | 5             | 7             | 58            | 11            | 0 | 2        | 2        | 6        |          |          |
| 2005/2006    | Chicago Blackhawks       | NHL          | 54  | 1             | 6             | 7             | 53            | —             | — | —        | —        | —        |          |          |
| 2006/2007    | Chicago Blackhawks       | NHL          | 65  | 1             | 6             | 7             | 64            | —             | — | —        | —        | —        |          |          |
| 2007/2008    | Rochester Americans      | AHL          | 3   | 0             | 1             | 1             | 4             | —             | — | —        | —        | —        |          |          |
| 2007/2008    | Florida Panthers         | NHL          | 65  | 3             | 10            | 13            | 38            | —             | — | —        | —        | —        |          |          |
| 2008/2009    | Florida Panthers         | NHL          | 68  | 2             | 8             | 10            | 37            | —             | — | —        | —        | —        |          |          |
| 2009/2010    | Rockford IceHogs         | AHL          | 59  | 2             | 6             | 8             | 52            | —             | — | —        | —        | —        |          |          |
| 2010/2011    | Rockford IceHogs         | AHL          | 41  | 2             | 7             | 9             | 26            | —             | — | —        | —        | —        |          |          |
| 2010/2011    | Chicago Blackhawks       | NHL          | 36  | 0             | 8             | 8             | 8             | —             | — | —        | —        | —        |          |          |
| 2011/2012    | Iserlohn Roosters        | DEL          | 51  | 2             | 6             | 8             | 44            | 2             | 0 | 2        | 2        | 0        |          |          |
| Celkem v NHL | Celkem v NHL             | Celkem v NHL | 812 | 26            | 85            | 111           | 704           | 35            | 1 | 3        | 4        | 24       |          |          |

## Reprezentace
| Rok    | Tým       | Soutěž | Z | G | A | B | TM |
| ------ | --------- | ------ | - | - | - | - | -- |
| 1992   | Kanada 20 | MSJ    | 7 | 1 | 0 | 1 | 2  |
| Celkem | Celkem    | Celkem | 7 | 1 | 0 | 1 | 2  |